# Tāzeh Kand-e Masqarān
Tāzeh Kand-e Masqarān (persiska: تازه کند مسقران) är en ort i Iran.   Den ligger i provinsen Östazarbaijan, i den nordvästra delen av landet, 500 km nordväst om huvudstaden Teheran. Tāzeh Kand-e Masqarān ligger 1 850 meter över havet och antalet invånare är 319.
Terrängen runt Tāzeh Kand-e Masqarān är kuperad. Runt Tāzeh Kand-e Masqarān är det ganska glesbefolkat, med 27 invånare per kvadratkilometer. Närmaste större samhälle är Masqarān, 1,1 km nordväst om Tāzeh Kand-e Masqarān. Trakten runt Tāzeh Kand-e Masqarān består i huvudsak av gräsmarker.